# Gambe d'oro
Gambe d'oro è un film del 1958 diretto da Turi Vasile.

## Trama
Il barone Luigi Fontana è un ricco e tirchio produttore di vini pregiati, nonché presidente della squadra di calcio dilettantistica del Cerignola che, a coronamento di un campionato trionfale, sta per essere promossa in Serie C. L'ambiente interno alla compagine è idilliaco, con tutti i giocatori uniti tra di loro come fratelli grazie anche alla saggia solidità del loro allenatore, Armando, legato da anni a Luigi da un'amicizia non sempre serena. Mentre Armando non vive che per il calcio e per il gruppo da lui forgiato con cura certosina, Luigi al contrario si mostra assolutamente disinteressato alle vicende del suo club con conseguente fastidio dei suoi cari, soprattutto della figlia Carla, la quale ha una relazione sentimentale con l'ala destra Aldo. Un rapporto, quest'ultimo, che Luigi non approva affatto.
L'equilibrio viene sconvolto quando arriva dal Nord un procuratore, intermediario del commendator Renzoni: questi, presidente di un grosso club di Serie A, sarebbe disposto a investire denaro su Aldo e sul centravanti Franco per farli giocare nel massimo campionato. Luigi, attaccato com'è ai soldi, inizialmente accetta il trasferimento dei due assi, sebbene stia cominciando progressivamente ad appassionarsi al calcio e dunque alle sorti della squadra di cui è presidente. La notizia dell'affare di mercato fa immediatamente il giro del Paese, riempiendo di gioia Aldo, che può così coronare il suo sogno d'amore con Carla, e Franco, finalmente stabile insieme alla moglie e al figlio neonato. Ma scatena l'ira di Armando, impaurito all'idea che il gruppo possa sfasciarsi data la possibile gelosia nei confronti dei due fortunati e la voglia di emularli. L'allenatore lascia l'incarico, e Luigi ne assume le veci. Senza il loro condottiero, i giocatori subiscono la seconda sconfitta stagionale, perdono la testa e litigano negli spogliatoi. Il giocattolo sembra rotto, tanto più che Renzoni sembra interessato ad acquistare altri elementi.
Improvvisamente però giunge in Puglia la Nazionale per una sfida a Bari, in preparazione della quale deve disputare una sgambata d'allenamento proprio contro il Cerignola. Per l'occasione Luigi invita Armando a una riappacificazione e a guidare, un'ultima volta, i suoi ragazzi. I quali ottengono una clamorosa vittoria, grazie a due reti segnate proprio da Franco e Aldo, cui Luigi consente di sposare la figlia. Aperti finalmente gli occhi sulla bella realtà di cui è stato artefice suo malgrado, il barone capisce che non vale la pena mandare all'aria tutto quanto. E così, esaudendo il desiderio dei giocatori e di tutto l'ambiente, rompe l'accordo con Renzoni e fa saltare il trasferimento, provocando la sconfinata felicità di un Armando ormai rassegnato alla perdita dei suoi campioni.

## Produzione
Turi Vasile affida le musiche a Lelio Luttazzi. Dopo il successo di Classe di ferro, il regista gira in Puglia due film, distribuiti dalla Titanus: oltre a Gambe d'oro a Cerignola, lo stesso anno ambienta Promesse di marinaio a Taranto sempre per la sceneggiatura di Antonio Margheriti.
È il primo film in cui compare Jimmy il Fenomeno.

## Critica
Sul Corriere d'Informazione del 28 agosto 1958: "Il regista non è alla sua prima esperienza, non lo si direbbe. Slegato e sconclusionato, lento e ovvio, questo film è dedicato ad una squadretta di calcio provinciale. Null'altro ci sarebbe da aggiungere se non inserire questo film nel lungo elenco delle pellicole inutili di gusto provinciale romanesco. Totò vi appare un po' invecchiato. Come le battute che gli fanno dire".

## Premi e riconoscimenti
Film vincitore dell'Ulivo d'oro al festival del film comico e umoristico di Bordighera.